# Arremon crassirostris
El cerquero carisucio (Arremon crassirostris) es una especie de ave paseriforme de la familia Passerellidae propia de América Central. Anteriormente se clasificaba en el género Lysurus.

## Distribución y hábitat
Se encuentra en Colombia, Costa Rica, y Panamá. Su hábitat natural son los bosques montanos húmedos tropicales. 